# Маркіз де Бо

Герб володарів де Бо

Маркіз де Бо (фр.: Marquis des Baux) — в сучасному Монако титул спадкоємця престолу князя Монако. Титул переходить від правлячого князя до першого чоловіка-спадкоємця, який вважається спадкоємцем престолу.
Нинішнім носієм титулу є Жак, спадковий принц Монако. 

## Історія
Історично правителі з династії Бо володіли великими князівством на території сучасного Провансу. Їх столицею було місто Ле-Бо-де-Прованс. Але згодом ці території взяла під свій контроль Франція.
Сеньйори де Бо (фр. Seigneurs des Baux) були одними з могутніх володарів Середньовічного Провансу. Їх володіння простягались до Сицілійського королівства, а також до Сардинії, де вони претендували на трон королів Арбореї. 
Після XIII ст. їх вплив зменшується, а в XV ст. Бо втратили свої самостійність. 
1513 року було створено титул баронів Бо.
1642 р. французький король Людовик XIII надав титул маркіза Бо Оноре II, принцу Монако, відповідно до Пероннської угоди від 14 вересня 1641 року. 
1513 року було створено титул баронів Бо, а в 1642 — маркіза Бо з панівного дому князівства Монако.
Титул "Господь Боу" раніше використовувався іншими сім'ями. 1642 р. французький король Людовик XIII надав титул маркіза Бо Оноре II, принцу Монако, відповідно до Пероннської угоди від 14 вересня 1641 року. 
З того часу титул Маркізів де Бо надавався спадкоємцям князя Монако.

## Маркізи де Бо
| Князь        | Дати правління                   |
| ------------ | -------------------------------- |
| Принц Еркюль | 14 вересня 1641 – 2 серпня 1651  |
| Луї І        | 2 серпня 1651 – 10 січня 1662    |
| Антуан І     | 10 січня 1662 – 20 лютого 1731   |
| Оноре III    | 20 лютого 1731 – 17 травня 1758  |
| Оноре IV     | 17 травня 1758 – 21 березня 1795 |
| Оноре V      | 21 березня 1795 – 2 жовтня 1841  |
| Карл III     | 2 жовтня 1841 – 20 червня 1856   |
| Альбер I     | 20 червня 1856 – 10 вересня 1889 |
| Луї II       | 10 вересня 1889 – 30 травня 1944 |
| Реньє III    | 30 травня 1944 – 14 березня 1958 |
| Альбер II    | 14 березня 1958 – 10 грудня 2014 |
| Жан          | 10 грудня 2014 – нині            |